# پارو (ابزار)

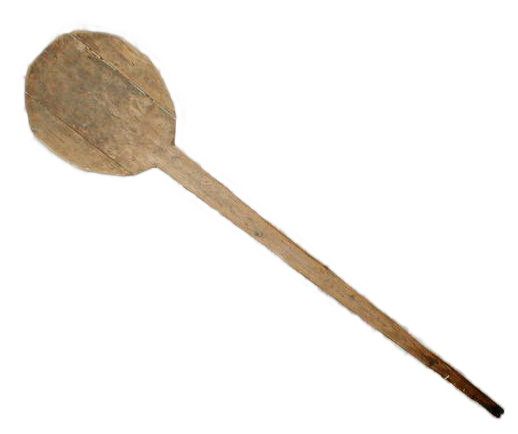
یک پاروی چوبی

پارو ابزاری است که نانواها از آن برای سر دادن نان، پیتزا، شیرینی و سایر محصولات پخته شده به داخل و خارج از فر آشپزی استفاده می‌کنند. معمولاً پارو از چوب ساخته می‌شود و با سطحی تخت و صاف برای جابجایی مواد پخته شده استفاده می‌شود که دارای دسته‌ای که از یک طرف آن سطح امتداد می‌یابد. از طرف دیگر، سطح تخت پارو ممکن است از ورق فلزی ساخته شده باشد که به یک دسته چوبی متصل شده است. چوب این مزیت را دارد حتی اگر بارها داخل فرو برود به اندازه ای داغ نمی‌شود که بتواند دست کاربر را مانند فلز بسوزاند. احتمالاً این کلمه از کلمه فرانسوی pelle گرفته شده است که هم پوست و هم بیل را توصیف می‌کند.
عملکردهای مورد نظر پارو عبارتند از:

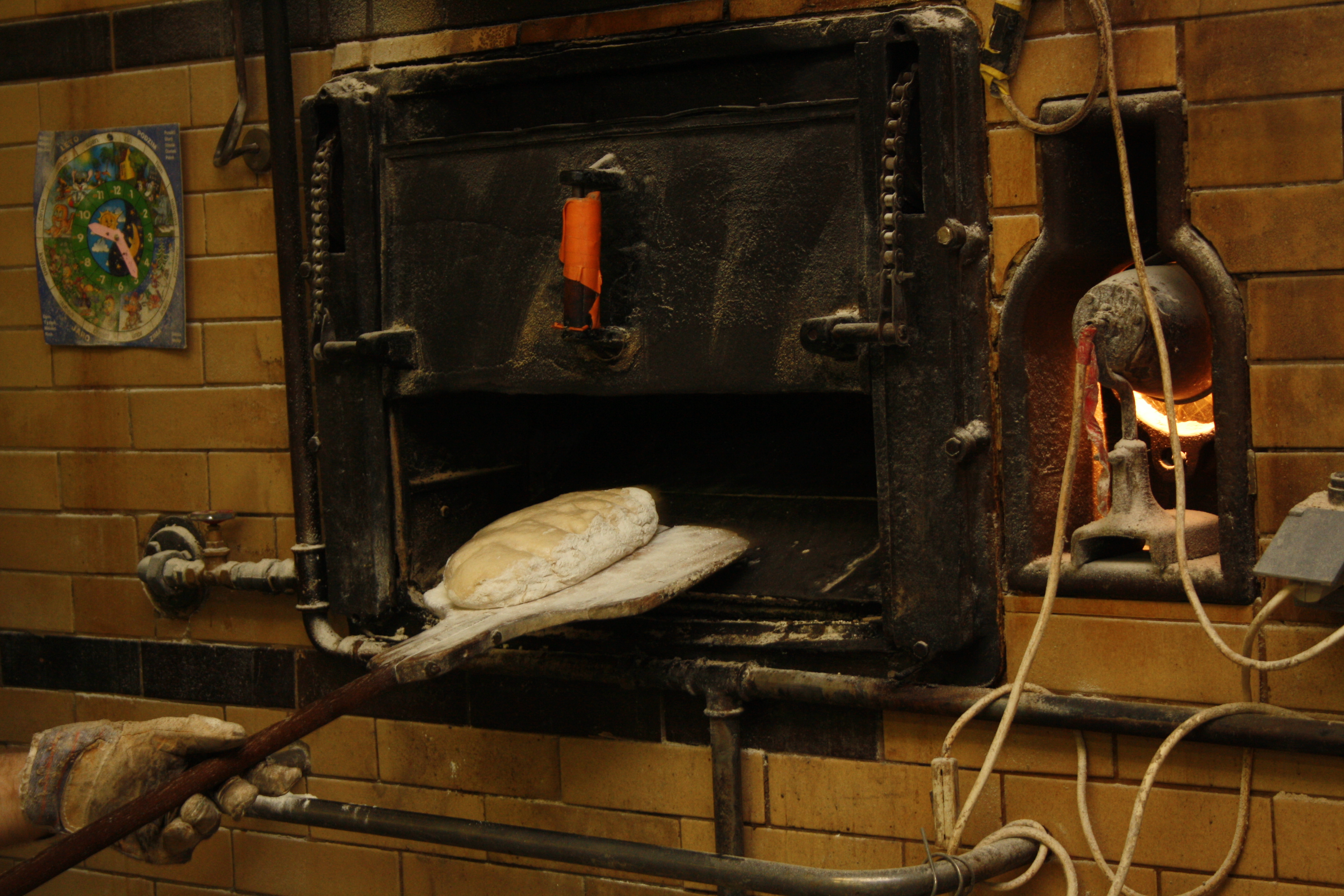
یک قرص نان که با پاروی چوبی در تنور قرار می‌گیرد (نانوا همچنین یک دستکش به عنوان محافظ در برابر گرما می‌پوشد)

- نان‌ها نازک، شیرینی‌ها و غیره را در فری قرار می‌دهد که انتقال مستقیم آنها با دست می‌تواند ساختار نازک آنها را تغییر دهد.
- امکان قرار دادن غذا در قسمت‌هایی عقب‌تر از فر را می‌دهد که به‌طور در دسترس نانوا قرار دارد.
- دست‌های نانوا را از داغ‌ترین قسمت فر دور نگه می‌دارد یا از سوختن دست‌های نانوا توسط محصولات پخته شده جلوگیری کنید.

قبل از استفاده، اغلب روی پاروها آرد، آرد ذرت، یا سبوس گندم آسیاب شده پاشیده می‌شود تا به محصولات پخته شده به راحتی روی آنها بلغزند.

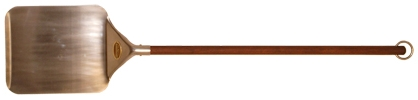
یک پاروی چوبی و فلزی نازک می‌تواند با نان‌های مسطح، در این مورد پیتزا، به خوبی کار کند و گاهی بیل پیتزا نیز نامیده می‌شود.

پاروها در اندازه‌های زیادی وجود دارد که طول دسته آن متناسب با عمق فر و اندازه سطح صاف متناسب با اندازه غذایی است که برای جابجایی آن در نظر گرفته شده است (مثلاً کمی بزرگتر از قطر یک پیتزا). پاروهای خانگی معمولاً دارای دسته‌هایی با طولی در حدود ۱۵ سانتی‌متر هستند، طول و سطوح قسمت تخت حدود ۳۵ سانتی‌متر مربع است، اگرچه طول دسته‌ها از نوع خرد (~ ۶ سانتی‌متر) تا نوع بزرگ (~ ۱٫۵ متر یا بیشتر) متغیر است، و اندازه سطوح تخت کوچک (~ ۱۲ سانتی‌متر مربع) تا نوع پهن آن (۱ متر مربع یا بیشتر) متغیر است.

## ابزارهای دیگر
معنی جایگزین و مرتبط با کلمه پارو، یک میله چوبی با یک قطعه صاف در یک انتهای آن است که در چاپخانه‌های دوره چاپ دستی (قبل از حدود سال ۱۸۵۰) استفاده می‌شد تا ورق‌های چاپ شده را روی یک خط بلند کنند تا خشک شده و پس از خشک شدن دوباره آنها را پایین می‌آوردند. این اصطلاح گاهی برای تیغه پارو نیز به کار می‌رود. هر سه معنی در نهایت از لاتین pala به معنای بیل گرفته شده است.